# 金源乡 (西充县)
金源乡，是中华人民共和国四川省南充市西充县曾经下辖的一个乡。2019年10月，撤销李桥乡和金源乡，将其所属行政区域划归古楼镇管辖。

## 行政区划
金源乡撤销前下辖以下地区：
新民村、天宫院村、玉成村、冉氏祠村、骑龙庵村、席家庙村、陈家沟村、帅家庙村、三清庙村、凤凰嘴村和刀尖河村。